# ジョン・スコット・ハリソン
ジョン・スコット・ハリソン（John Scott Harrison, 1804年10月4日 - 1878年5月25日）は、アメリカ合衆国の農家、政治家である。オハイオ州選出の連邦下院議員である。父母は第9代大統領のウィリアム・ヘンリー・ハリソンとファーストレディのアンナ・ハリソン、息子は第23代大統領のベンジャミン・ハリソンである。自身の親と子の両方がアメリカ大統領を務めたのは2025年8月9日時点では彼だけである。

## 生い立ちと家族
インディアナ州ビンセンズで後の大統領のウィリアム・ヘンリー・ハリソンとアンナ・タットヒル・シムズのあいだに生まれた。祖父はアメリカ独立宣言署名者のベンジャミン・ハリソン5世である。ハリソンは当初医学を学んでいたが、後に農民となった。
1824年にルクレティア・ナップ・ジョンソン（1804年-1830年）と結婚し、以下3人をもうけた:
- エリザベス・ショート・ハリソン (Elizabeth Short Harrison, 1825年-1904年)
- ウィリアム・ヘンリー・ハリソン (William Henry Harrison, 1827年–1829年)
- サラ・ルクティア・ハリソン (Sarah Lucretia Harrison, 1829年–1917年)

1831年8月12日、オハイオ州シンシナティでエリザベス・ラムジー・アーウィン（Elizabeth Ramsey Irwin, 1810年-1850年）と結婚し、以下10子をもうけた.:
- アーチボルド・ハリソン中尉 (Lt Col Archibald Harrison, 1832年–1870年); 第27インディアナ歩兵連隊（英語版）司令官
- ベンジャミン・ハリソン (Benjamin Harrison, 1833年–1901年); 第23代アメリカ合衆国大統領
- メアリー・ジェーン・ハリソン (Mary Jane Harrison, 1835年–1867年)
- アンナ・シムズ・ハリソン (Anna Symmes Harrison, 1837年–1838年)
- ジョン・アーウィン・ハリソン (John Irwin Harrison, 1839年)
- カーター・バセット・ハリソン (Carter Bassett Harrison, 1840年–1905年)
- アンナ・シムズ・ハリソン (Anna Symmes Harrison, 1842年–1926年)
- ジョン・スコット・ハリソン・ジュニア (John Scott Harrison Jr., 1844年–1926年)
- ジェームズ・フィンドレイ・ハリソン (James Findlay Harrison, 1847年–1848年)
- ジェームズ・アーウィン・ハリソン (James Irwin Harrison, 1849年–1850年)

1841年の父ウィリアムの死後、母アンナが子育てを手伝うために引っ越してきた。

## 政界歴
彼は1852年にホイッグ党からアメリカ合衆国下院議員に選出され、さらに1854年にはオポジション党から再選を果たし、1853年から1857年まで4年2期を務めた。1856年の選挙で敗れると彼は政界を退いてオハイオ州ノースベンドに住んだ。

## 死と遺体盗掘
彼は1878年5月25日に73歳で亡くなった。ウィリアム・ヘンリー・ハリソンの子供の最後の生存者であった。彼はノースベンドのハリソン家の墓（現在のウィリアム・ヘンリー・ハリソン墓州立記念碑）に両親や他の家族とともに埋葬された。
ハリソンの死亡当時の医学界では解剖や検視を教えるために新鮮な遺体を求めて墓荒らしから買う事案が多発していた。この世相もあり、ハリソンの墓を守るためにセメントで固められたレンガの金庫を築いたり、重い石を混ぜた土で墓を埋めたり、監視員を雇って巡回させるといった多くの対策措置が取られていた。
ハリソンの葬式当日、その前週に隣接する墓に埋葬されていたアウグストゥス・デヴィン（Augustus Devin）の遺体が盗まれていたことが発覚した。翌日、ジョンの息子の1人は友人であるデヴィン家の人間と主に遺体を捜しにシンシナティに向かった。捜索令状を持ってオハイオ医科大学を訪れた彼らはデヴィンの遺体ではなくロープで吊されたジョン・スコット・ハリソンの全裸体を発見した。デヴィンの遺体もその後、ミシガン大学の医科大で塩水に漬けられた状態で発見された。
この一件は1881年のオハイオ州解剖学法の成立のきっかけの1つとなった。この法律は引き取り手のない遺体を医学部に提供することで墓荒らし市場を縮小させて阻止するという趣旨である。ハリソンの遺族は1万ドルの損害賠償訴訟をオハイオ医科大学に対して起こしたが、この結果と判決に関する資料は失われている。